# 富山駅前派出所襲撃事件
富山駅前派出所襲撃事件（とやまえきまえはしゅつじょしゅうげきじけん）とは、1946年（昭和21年）8月5日に、富山県富山市で発生した事件。

## 事件の概要
1946年8月5日午後6時50分頃、富山駅において闇米取り締りを実施し、朝鮮人3人を検挙した。しかし、それを見ていた朝鮮人2人が妨害し、3人を逃走させた。
そのため自治隊員2人を公務執行妨害罪で逮捕し、富山駅前派出所に連行したところ、朝鮮人約30人が包囲し険悪な雰囲気となった。署に救援を頼んだが、その前に大乱闘となった。
その直後に、救援隊が駆けつけて朝鮮人たちを実力で排除した。この乱闘で警察官1人が負傷した。